# Iosif Gusakowski
Iosif Iraklijewicz Gusakowski (ros. Иосиф Ираклиевич Гусаковский, ur. 12 grudnia?/25 grudnia 1904 we wsi Warodźkawa, obwód mohylewski, Białoruś, zm. 20 lutego 1995 w Moskwie) – radziecki generał armii (1968), dwukrotny Bohater Związku Radzieckiego (23 września 1944 i 6 kwietnia 1945).

## Życiorys
Członek WKP(b) od 1931. Od 1928 w Armii Czerwonej. Absolwent Szkoły Kawaleryjskiej (1931), kursów broni pancernych (1932), kursów sztabowych (1934), Wojskowej Akademii Sztabu Generalnego (1948).
Dowodził plutonem i eskadronem kawalerii, pełnił służbę na stanowiskach sztabowych, w kwietniu 1933 został dowódcą szwadronu, a w 1934 pomocnikiem szefa sztabu pułku kawalerii w Majkopie. W 1937 został wykluczony z partii i zwolniony z armii pod fałszywymi zarzutami, pracował później w mieście Stalino (obecnie Donieck), w 1939 odzyskał członkostwo w partii, w kwietniu 1941 został przywrócony do służby w armii. W czasie II wojny światowej był szefem sztabu pułku czołgów i brygady pancernej, а od września 1943 do końca wojny dowódcą 112 (od października 1943 – 44 Gwardyjskiej) Brygady Pancernej. Uczestniczył w operacjach zaczepnych pod Jelnią (1941), w bitwie pod Moskwą (1941-42), w bitwie kurskiej (1943), w zajęciu Ukrainy i Polski (1944-1945), w zdobyciu Berlina (1945). Tytuł Bohatera Związku Radzieckiego otrzymał w szczególności za likwidację ugrupowania brodskiego w czasie operacji lwowsko-sandomierskiej w 1944 i – po raz drugi – za organizację forsowania Pilicy i zajęcie Łowicza w czasie operacji wiślańsko-odrzańskiej w 1945. Dowodzona przez niego brygada została nagrodzona 6 orderami.
Po ukończeniu Akademii SG dowodził dywizją pancerną (1948-51), był zastępcą dowódcy okręgu wojskowego do spraw wojsk pancernych i zmechanizowanych (1951-1953), na innych stanowiskach (1953-1958), zastępcą dowódcy okręgu wojskowego (1958—59).
W latach 1959–1963 dowodził Nadbałtyckim Okręgiem Wojskowym, w latach 1963-1970 był szefem Głównego Zarządu Kadr Ministerstwa Obrony ZSRR. Od 1970 był wojskowym inspektorem-doradcą Grupy Generalnych Inspektorów Ministerstwa Obrony ZSRR.
Deputowany Rady Najwyższej ZSRR 6 i 7 kadencji.
Nagrodzony 3 Orderami Lenina, Orderem Rewolucji Październikowej, 4 Orderami Czerwonego Sztandaru, Orderem Wojny Ojczyźnianej I klasy, 2 Orderami Czerwonej Gwiazdy, Orderem „Za Służbę Ojczyźnie w Siłach Zbrojnych ZSRR”, Medalem za Odwagę (28 lutego 1942), Medalem za wyzwolenie Warszawy, rosyjskim Orderem Przyjaźni (16 lutego 1995), mongolskim Orderem Czerwonego Sztandaru (1943), Orderem Suche Batora, Orderem Za Zasługi Bojowe, wschodnioniemieckim Złotym Orderem Zasługi dla Ojczyzny, polskim Orderem Virtuti Militari II klasy, Krzyżem Wielkim Orderu Odrodzenia Polski, bułgarskim Orderem 9 września 1944 z Mieczami, polskim Medalem Zwycięstwa i Wolności 1945, Medalem Przyjaźni Chińsko-Radzieckiej i pięcioma mongolskimi medalami.